# The Lively Set
The Lively Set (Brasil: Demônios da Pista / Portugal: Os Impetuosos) é um filme norte-americano de 1964, do gênero ação, dirigido por Jack Arnold e estrelado por James Darren e Pamela Tiffin.
Filme B da Universal Pictures, The Lively Set é a refilmagem de Johnny Dark (1954. Uma das estrelas do filme é o Turbine Car, um veículo que a Chrysler produziu entre 1962 e 1964. Não à toa, a melhor sequência é uma corrida em torno de uma pitoresca montanha.

## Sinopse

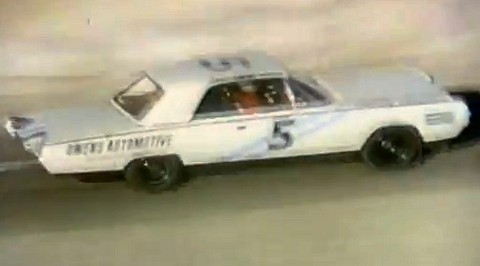
Único Turbine Car branco fabricado pela Chrysler, este veículo foi utilizado no filme, tendo, inclusive, sido creditado junto com os atores.

Casey Owens, ex-soldado e fugitivo da escola, ama os carros acima de tudo -- até conhecer e se apaixonar pela bela Eadie. Juntos, vão para São Francisco, onde ele começa a construir um protótipo para o milionário Stanford Rogers. Casey, porém, é arrogante e não dá ouvidos aos conselhos do patrão e, assim, acaba por destruir o carro. Despedido mas determinado a fazer com que a máquina funcione, ele consegue dinheiro suficiente para conseguir o veículo de volta. Então, inscreve-se na Tri-State Endurance Race, de onde sai-se vencedor. Daí, paga os credores, torna-se uma pessoa séria, casa-se com Eadie e volta aos bancos escolares...

## Principais premiações
| Patrocinador                                  | Prêmio | Categoria            | Situação |
| --------------------------------------------- | ------ | -------------------- | -------- |
| Academia de Artes e Ciências Cinematográficas | Oscar  | Melhor Edição de Som | Indicado |

## Elenco
| Ator/Atriz       | Personagem               |
| ---------------- | ------------------------ |
| James Darren     | Casey Owens              |
| Pamela Tiffin    | Eadie Manning            |
| Doug McClure     | Chuck Manning            |
| Joanie Sommers   | Doreen Grey              |
| Marilyn Maxwell  | Marge Owens              |
| Charles Drake    | Paul Manning             |
| Peter Mann       | Stanford Rogers          |
| Carole Wells     | Mona                     |
| Frances Robinson | Celeste Manning          |
| Greg Morris      | Policial                 |
| Ross Elliott     | Ernie Owens              |
| Russ Conway      | Dave Moody               |
| Martin Blaine    | Professor George Collins |